# かたぱん (善通寺市)
かたぱんは香川県善通寺市の熊岡菓子店（1896年（明治29年）創業）の名物菓子。「日本一硬い」とも言われる菓子である。
堅パンとも表記される。

## 概要
熊岡菓子店の人気商品であり、かたぱん購入のために開店待ちをする人もいて、早い日には午前中に売切れになってしまうことも珍しくない。
何種類かあり硬さと味にバリエーションがある。最も硬いのが「石パン」である。石パンの賞味期限は約1か月。
熊岡菓子店は「本家かたパン」の看板を掲げている

## 製造
製造方法、詳細な材料は非公開。
メリケン粉と砂糖などからつくった生地を伸ばして切ったものを焼いて乾燥させたものと推測されている。
カタパン作りは、かつてはレンガ作りの窯で焼いていたものが、電気焼きになったが、工程そのものは昔から変わっていないという。

## 開発の経緯
日清戦争の頃、後に初代店主となる熊岡和市は大阪の菓子店で大番頭をしていた。そんな熊岡に戦地に赴く兵隊の常備食や非常食として「軽くて、日持ちして腹持ちがよい食べ物」という依頼を受け、フランス料理をヒントに開発された。創業当時は「兵隊パン」とも呼ばれていた。